# Cynodictis
Genre
Cynodictis est un genre fossile de grands caniformes de la famille des Amphicyonidae (les « chiens-ours »). Selon la Paleobiology Database en 2023, le nombre d'espèces référencées est de huit, et l'espèce type est Cynodictis lacustris.

## Classification
Le genre Cynodictis est décrit en 1850 par les paléontologues français Auguste Bravard (1803-1861) et Auguste Pomel (1821-1898). 
L'espèce Cynodictis lacustris est décrite en 1852 par le zoologiste français Paul Gervais (1816-1879),.  Cette espèce type a un synonyme †Cynodictis intermedius Filhol, 1876 décrite par le paléontologue français Henri Filhol (1843-1902).

## Fossiles

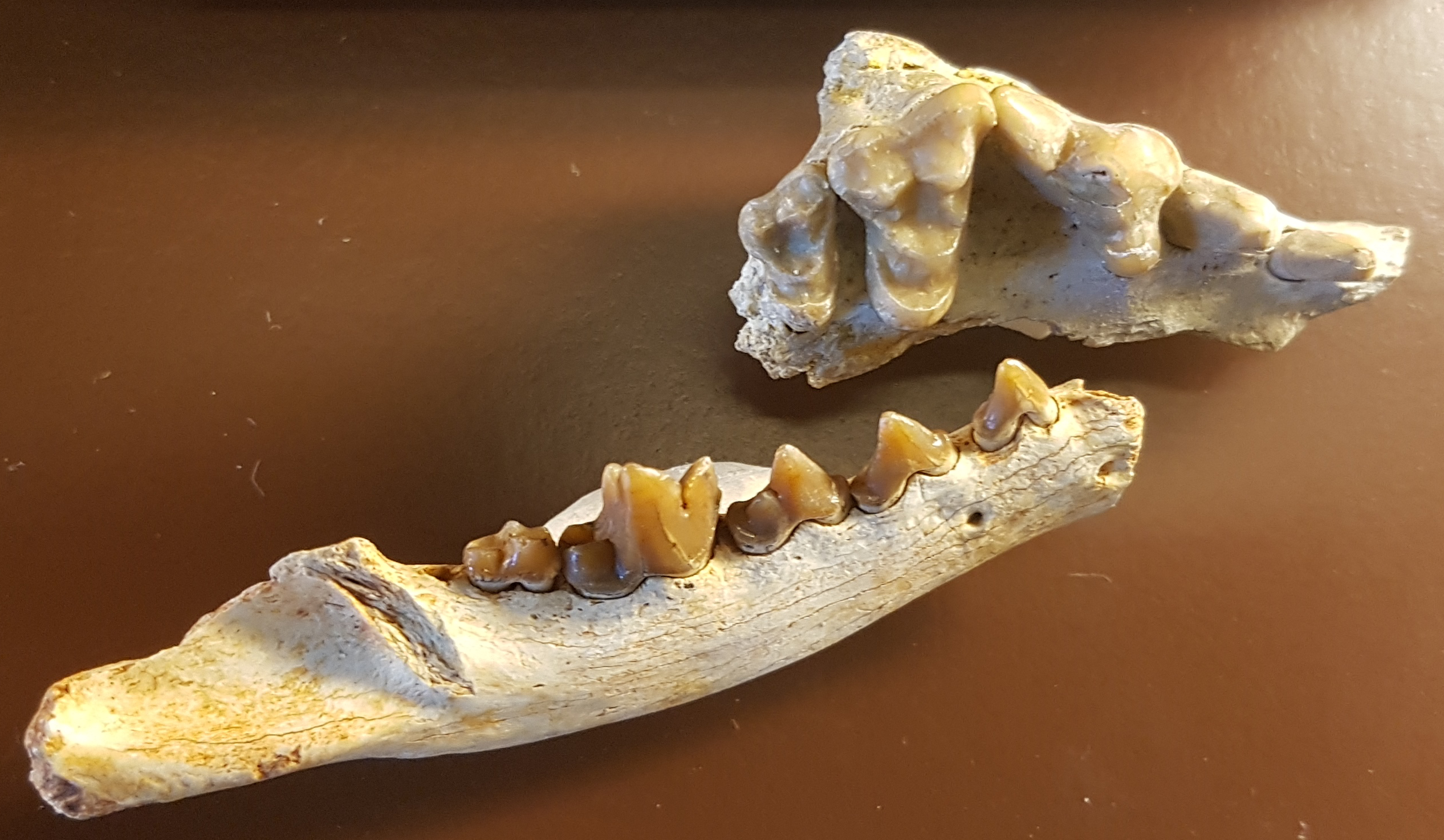
Cynodictis, dents du Quercy, France, photographiées au musée d'histoire naturelle de Vienne.

Les espèces de ce genre sont présentes dans des terrains datant de l'Éocène à l'Oligocène, avec une répartition en Chine et en Europe.

## Description
Cynodictis avait un long museau et un corps bas. Il avait des dents carnassières pour trancher des morceaux de viande sur les carcasses. Il faisait environ 30 cm au garrot.
Plusieurs espèces de Cynodictis sont connues, et en général son aspect anatomique était celui d'un corps long et flexible, avec des membres relativement courts, équipé de cinq doigts et d'ongles partiellement rétractables présentant des caractéristiques très primitives.

## Liste des espèces
Selon Paleobiology Database en 2023, les espèces référencées du genre Cynodictis sont au nombre de huit :
- † Cynodictis cayluxensis Filhol, 1876
- † Cynodictis crassus Teilard de Chardin, 1915
- † Cynodictis exilis Teilard de Chardin, 1915
- † Cynodictis ferox Filhol, 1876
- † Cynodictis lacustris Gervais, 1852 espèce type
  - † Cynodictis lacustris neboulensis de Bonis, 1978[5]
- † Cynodictis longirostris Filhol,, 1872
- † Cynodictis parisiensis Pomel, 1853
- † Cynodictis peignei Le Verger, Solé & Ladevèze, 2020[6],[1]

Espèces auxquelles pourrait être ajoutée :
- † Cynodictis elegans Matthew & Granger, 1924[7]

### Publication originale
- [1852] Paul Gervais, Zoologie et Paléontologie Françaises (Animaux Vertébrés) ou Nouvelles Recherches sur les Animaux Vivants et Fossiles de la France, vol. 1–3, 1852, 1-274+.